# Little legacy
『little legacy』（リトル・レガシー）は、今井麻美のアコースティックアルバム。2014年11月26日に5pb.Recordsから発売された。
BD付き数量限定盤、DVD付き初回限定盤、通常盤の3形態で発売され、数量限定盤には表題曲のPVとメイキングを収録したDVDが同梱されている。

## 収録内容
DISC 1 CD-DA
1. little legacy
作詞：今井麻美、作曲：椎名豪、編曲：牧戸太郎
2. Hasta La Vista -Blanco llama ver.-
作詞：近藤ナツコ、作曲：椎名豪、編曲：宮藤優矢
3. COLOR SANCTUARY -Bossa Nova ver.-
作詞：今井麻美、作曲：濱田智之、編曲：宮下智
4. Strawberry 〜甘く切ない涙〜 -Frais richesse ver.-
作詞：沢村竣、作曲：南利一、編曲：中村天佑
5. 想いの羽根〜Angelic White〜 -Siesta ver.-
作詞：HIROMI、作曲：濱田智之、編曲：中村天佑
6. Tender Is The Night -Whispering night ver.-
作詞：漆野淳哉、作曲：桐岡麻季、編曲：山口和也
7. 遠雷 -Piano Ballad ver.-
作詞：濱田智之、作曲：酒井陽一、編曲：花岡環
8. 月下祭〜la festa sotto la luna〜 -Plenilunio 2014 ver.-
作詞：今井麻美、作曲：椎名豪、編曲：中村天佑
9. 海月〜Jellyfish〜 -Deep sea ver.-
作詞：青Yりんご、作曲：濱田智之、編曲：花岡環
10. The Azure〜碧の記憶〜 -Latin Acoustic ver.-
作詞：橋詰亮子、作曲：沢村竣、編曲：宮下智
11. 星屑のリング -Midnight glitter ver.-
作詞：夏瞳、作曲：濱田智之、編曲：花岡 環
12. この雲の果て -Angel’s ladder ver.-
作詞：今井麻美、作曲：濱田貴司、編曲：濱田智之

DISC 2 DVD/BD（BD付き数量限定盤、DVD付き初回限定盤のみ）
1. little legacy Music Video
2. little legacy Music Video -Making-
3. PS Vita専用ソフト「コープスパーティー BLOOD DRIVE」オープニング映像